# 709 (číslo)
Sedm set devět je přirozené číslo. Následuje po čísle sedm set osm a předchází číslu sedm set deset. Římskými číslicemi se zapisuje DCCIX a řeckými číslicemi ψθ.

## Matematika
709 je:
- Deficientní číslo
- Prvočíslo
- Šťastné číslo

## Astronomie
- (709) Fringilla je planetka hlavního pásu, kterou objevil v roce 1911 Joseph Helffrich

## Roky
- 709
- 709 př. n. l.